# 四川省德阳中学
四川省德阳中学，是位于中国四川省德阳市的公办普通高完中学。学校前身为始创于1939年抗战内迁的“国立六中二分校”，于1952年经四川省教育厅批准正式更为现名。学校于2002年6月跨入“国家级示范性普通高中”行列，2013年被省教育厅评定为“四川省一级示范性普通高中”。目前，学校共有黄河路（初中部）、玉泉路（高中部）两个校区，占地面积59956平方米。有教学班级超过130个，在校学生六千余人，教职工四百余人。

## 历史
- 1939年，“国立六中二分校”因抗战内迁四川，校址在德阳县城关外北文昌宫，即今德阳中学初中部黄河路校区所在地，首任校长苏郁文。

- 1950年3月，由四所中等学校合并为德阳县初级中学。

- 1952年，经四川省教育厅正式命名为“四川省德阳中学校”，政府拨款在城北文昌宫原址修建新校舍。
- 1960年，获绵阳专区高考第一名。
- 1966年后，受到文革冲击，高中停止招生。
- 1972年，高中恢复招生，学制两年。
- 1982年，被省教厅列为首批“四川省重点中学”，高中学制改为三年，建立学校教育教学系列规章制度。
- 1984年，先后设立办公室、政教处等机构，并成立读书指导小组。
- 1986年，建立教职工代表大会制度。
- 1987年，筹建通达电缆厂，开始职称评定工作。同年12月，举行首届艺术周书法美术作品展览。
- 1989年，首次开展德育系列化教育。
- 1994年，提出“强健、正直、博学、创造”的校训，在省内引起强烈反响。
- 1996年，通过省级文明单位验收。
- 1997年，成为首批四川省校风示范学校。
- 1998年，提出“不放弃每一个学生”的教育观念。
- 2001年9月，玉泉路新校区（现高中部）正式投入使用。
- 2002年6月，跨入“国家级示范性普通高中”行列。
- 2013年，被省教育厅评定为“四川省一级示范性普通高中”。[1]

## 校园建设

### 高中部

#### 综述

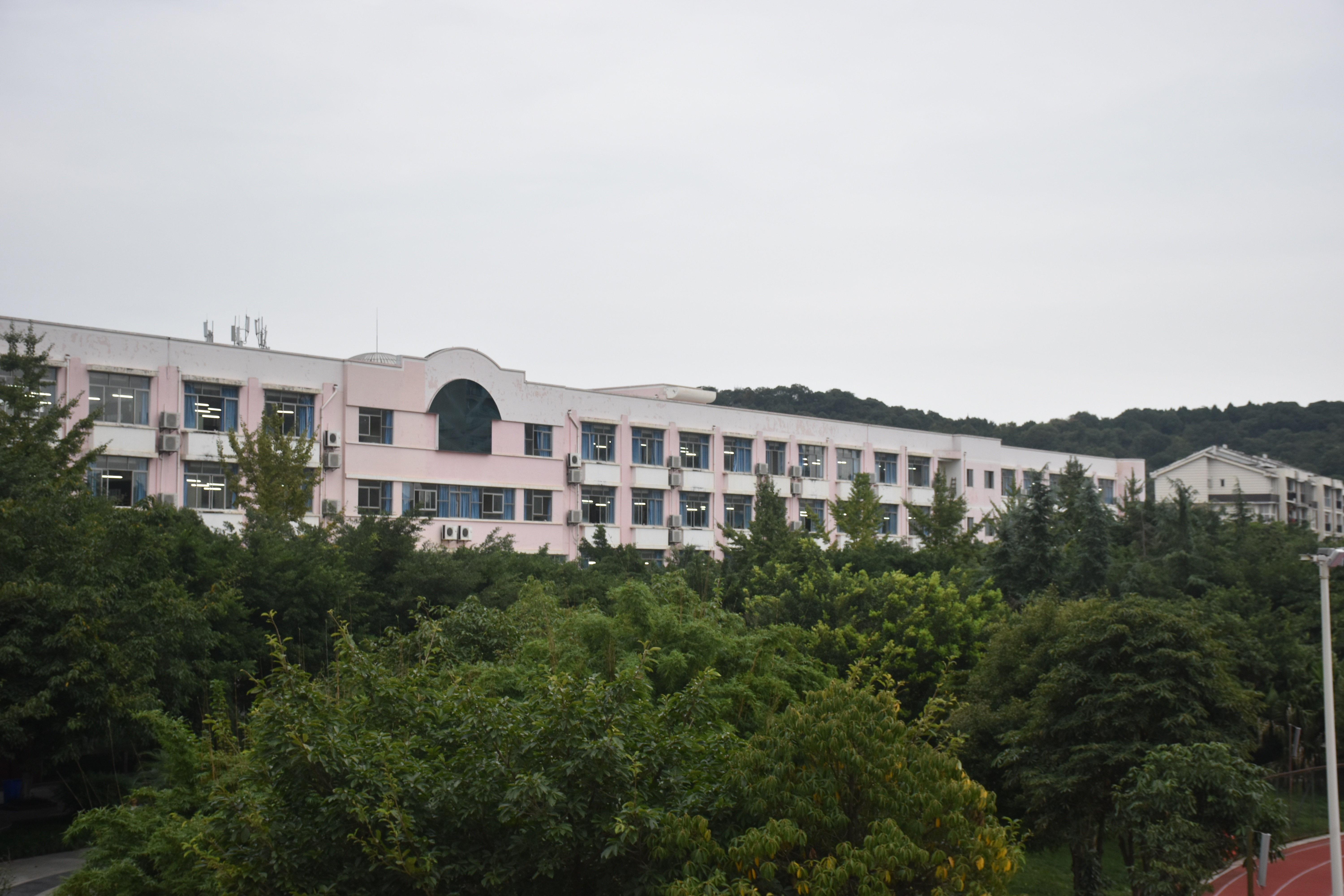
远眺德阳中学高中部教学楼

德阳中学高中部（玉泉路）校区占地138.1亩，投资6861万元，于2000年11月18日正式破土动工，主体工程陆续于2001年8月前竣工交付使用。其余体育设施及附属工程于2002年8月底以前全面竣工。

#### 基础设施

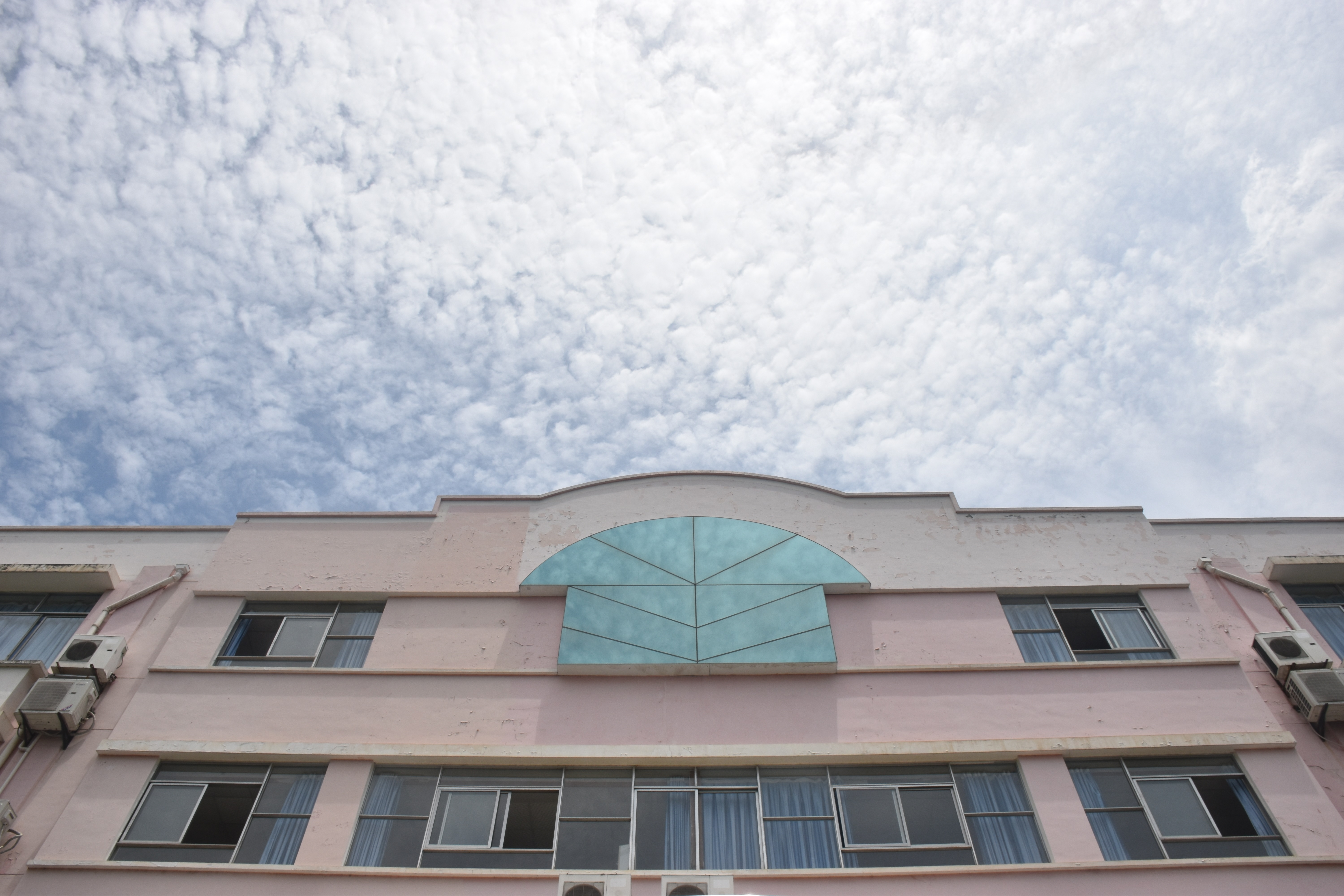
仰视德阳中学高中部教学楼

德阳中学高中校区共有一栋四层教学楼，位于润育广场北侧，供高一、高三年级使用。每层楼均有十余间教室，另有两个卫生间和数个教师办公室。每间教室内前后均安装有空调，并配备有多媒体教学设备。

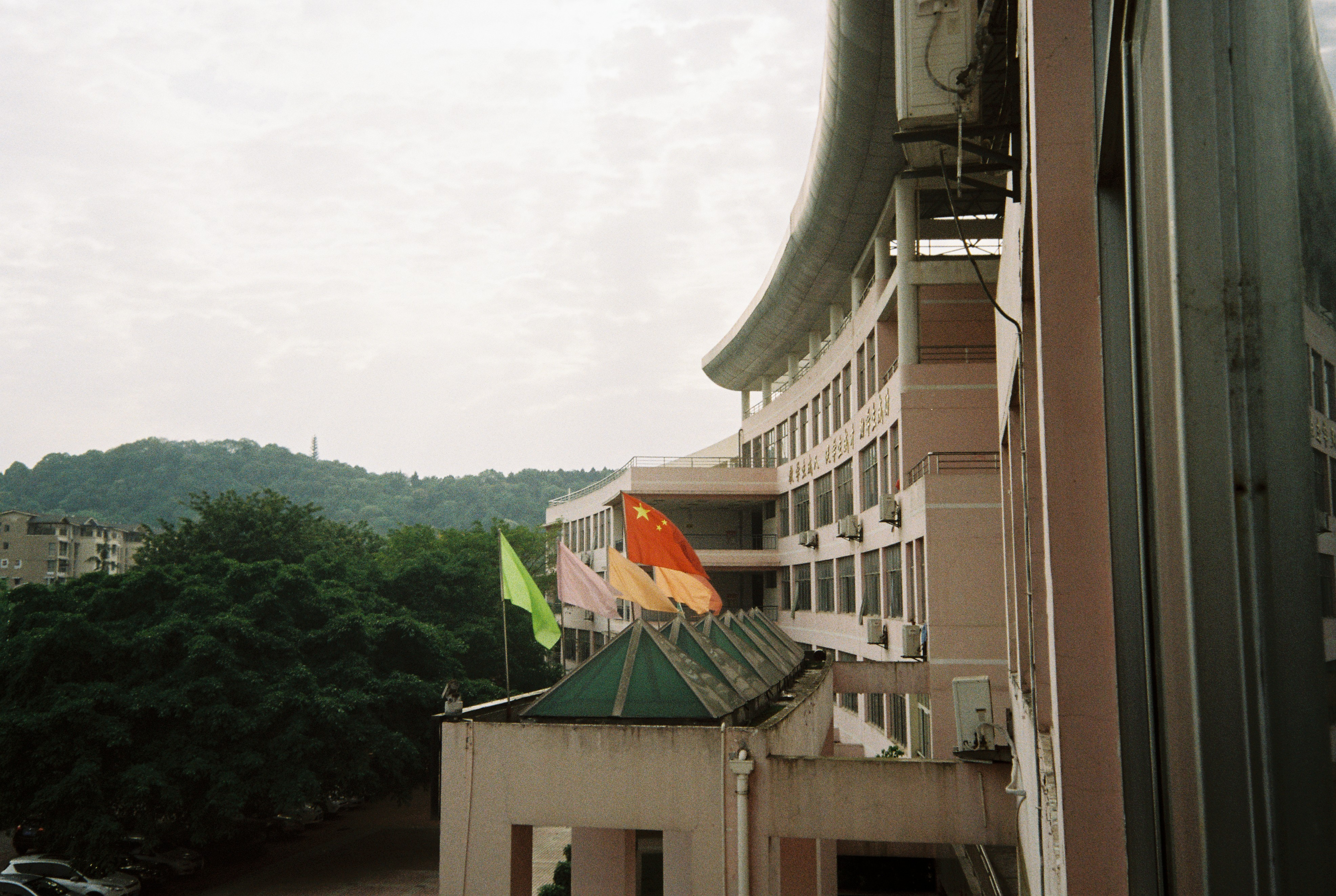
站在德阳中学高中部办公楼三楼眺望实验楼方向

学校有办公楼一栋共五层，紧靠教学楼北侧，和教学楼一、二层之间有通道相衔接。其一层为校领导办公室、会议室所在地。其2至5层实为高二年级教室，和教学楼教室设施相差无几，但面积稍大。
学校有实验楼一栋共五层，位于办公楼东侧，和办公楼一、二层之间有通道相衔接。实验楼之中设有物理、化学、生物实验室和微机教室，另设有备用的标准教室。
学校内运动设施包括400m标准塑胶跑道操场（于2016年改建为塑胶操场）、篮球场（四块场地）、网球场（一块场地）、室内风雨篮球场（位于食堂二楼）、乒乓球台（八个）、跳远沙地（2个）、露天看台（可容纳两千余人同时就座）、游泳池（对外开放）、单双杠场地等。

#### 校内景观

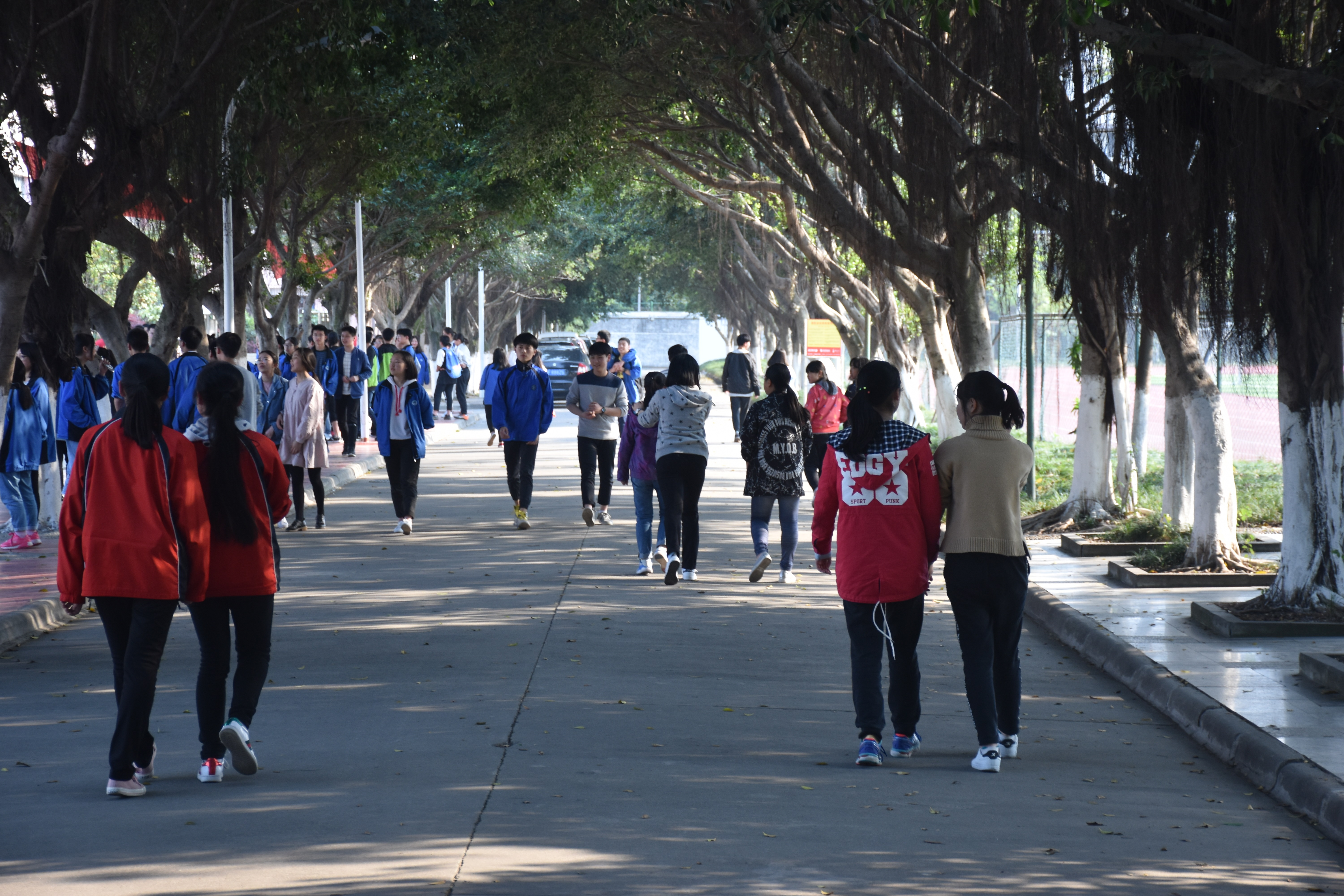
德阳中学高中部林荫大道

德阳中学高中校区的绿化以高大乔木为主。在大门广场主要采用大叶榕，校园干道采用小叶榕及香樟，教学楼两侧或是天竺桂、或是银杏。景观草坪采用细叶麦冬。润育广场以大叶榕、桂花、雪松为主。

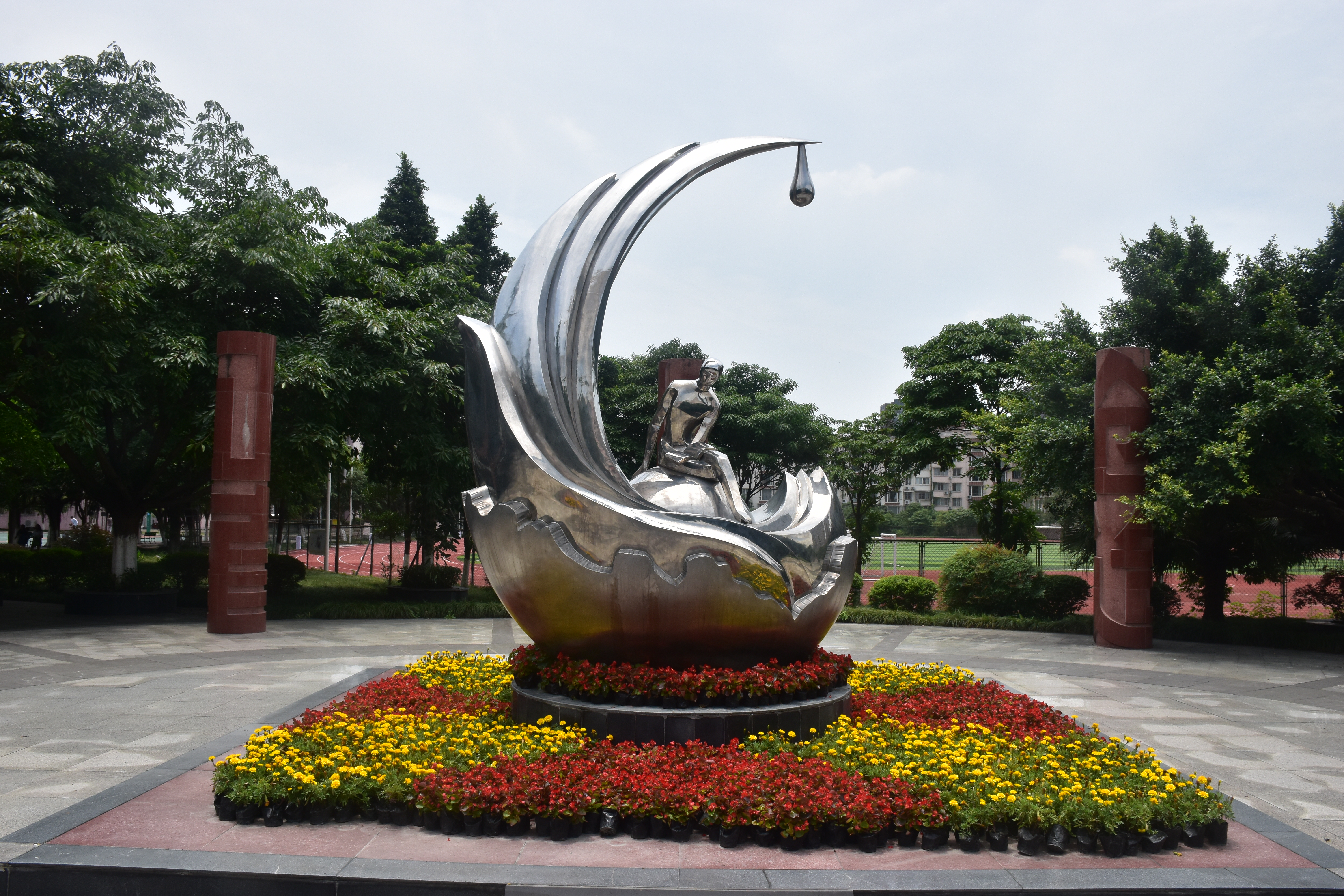
德阳中学高中部润育广场

高中校区润育广场建于2007年。广场位于高中部教学楼与田径场之间，占地4800平方米，由雕塑、校训柱、绿化区组成，雕塑名为“润育”。
2015年，高中部对实验办公楼和教学楼柱廊用名人画像和铭言进行了装饰。

## 学校活动

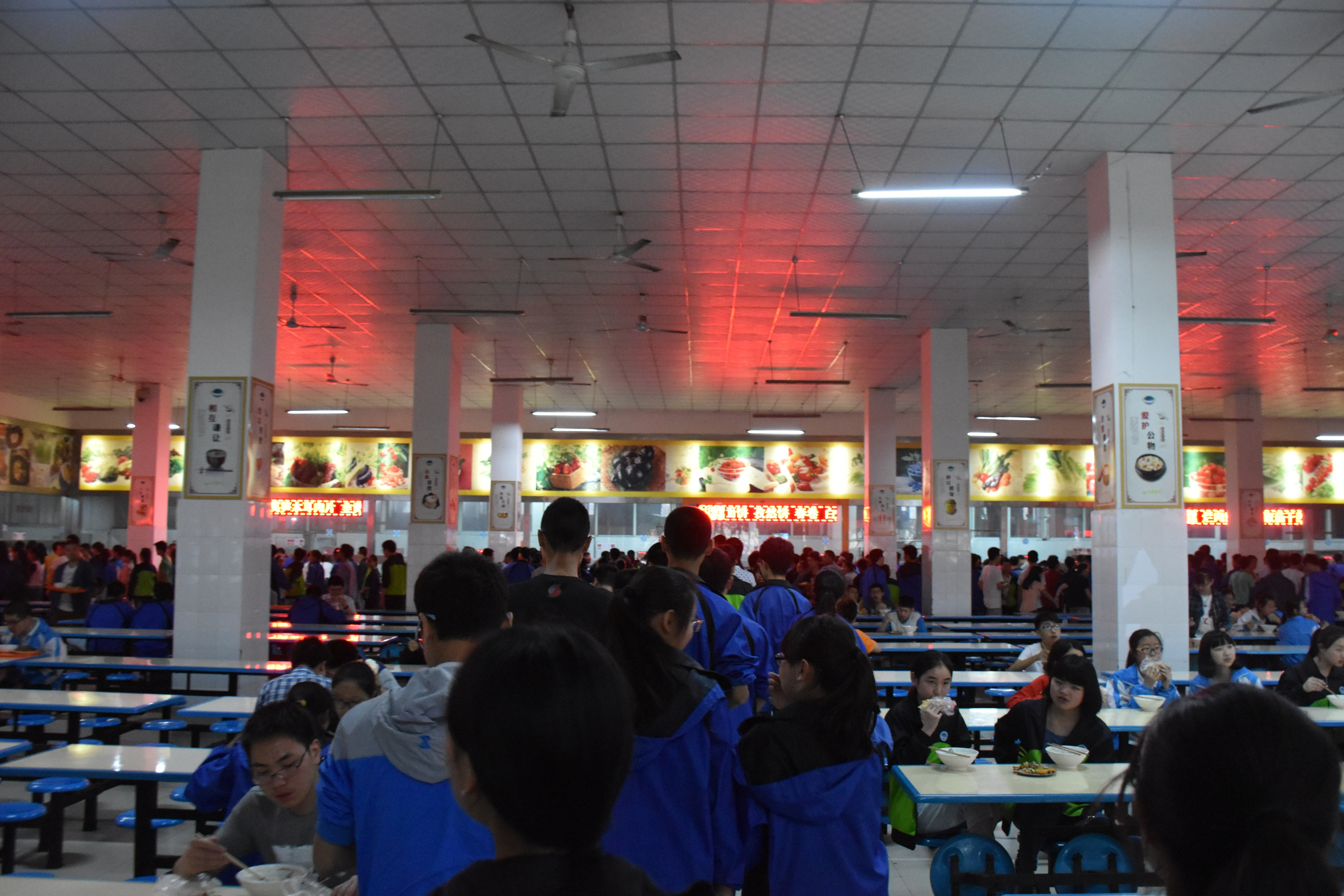
德阳中学高中部食堂内景

### 艺术节暨运动会
德阳中学艺术节活动众多，具有特色，至2017年秋已成功举办三十一届，各学生可将自己的文艺作品（绘画、书法、摄影等）上交学校进行评比，优秀作品将在学校艺术长廊展出。艺术节文艺汇演则通常在秋季学期十月下旬于高中部操场举行，以歌曲、舞蹈、啦啦操、音乐剧、朗诵等形式。参演节目的为初高中部各社团、校园十佳歌手、教师代表等，个人节目也可申报表演。

德阳中学运动会于艺术节后举行，持续两天，高一、高二学生参加。运动会分集体、个人项目，种类众多。运动会结束后，表彰破纪录赛事、各项记录优胜者以及优秀参与班级。

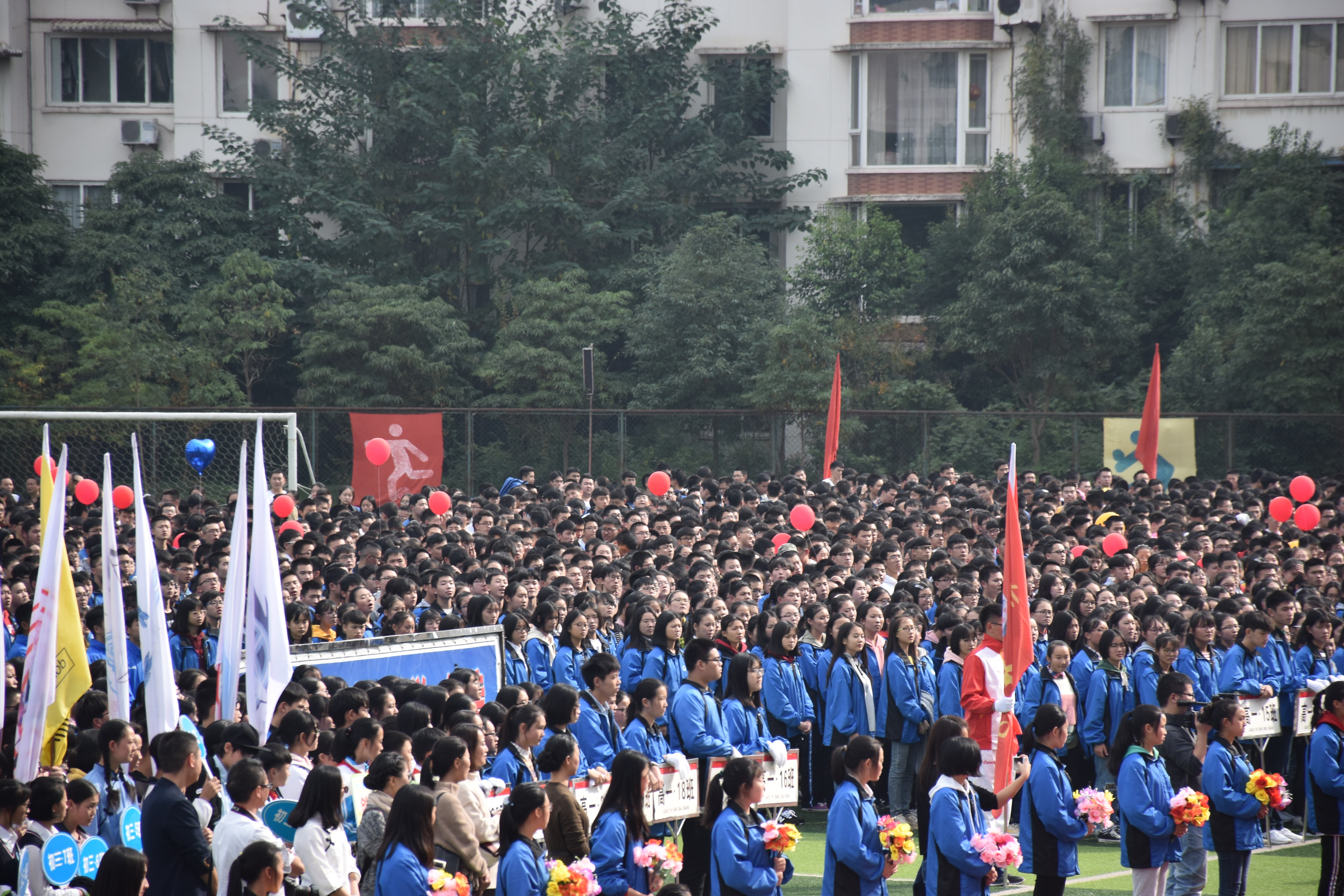
德阳中学2017年运动会暨艺术节开幕仪式
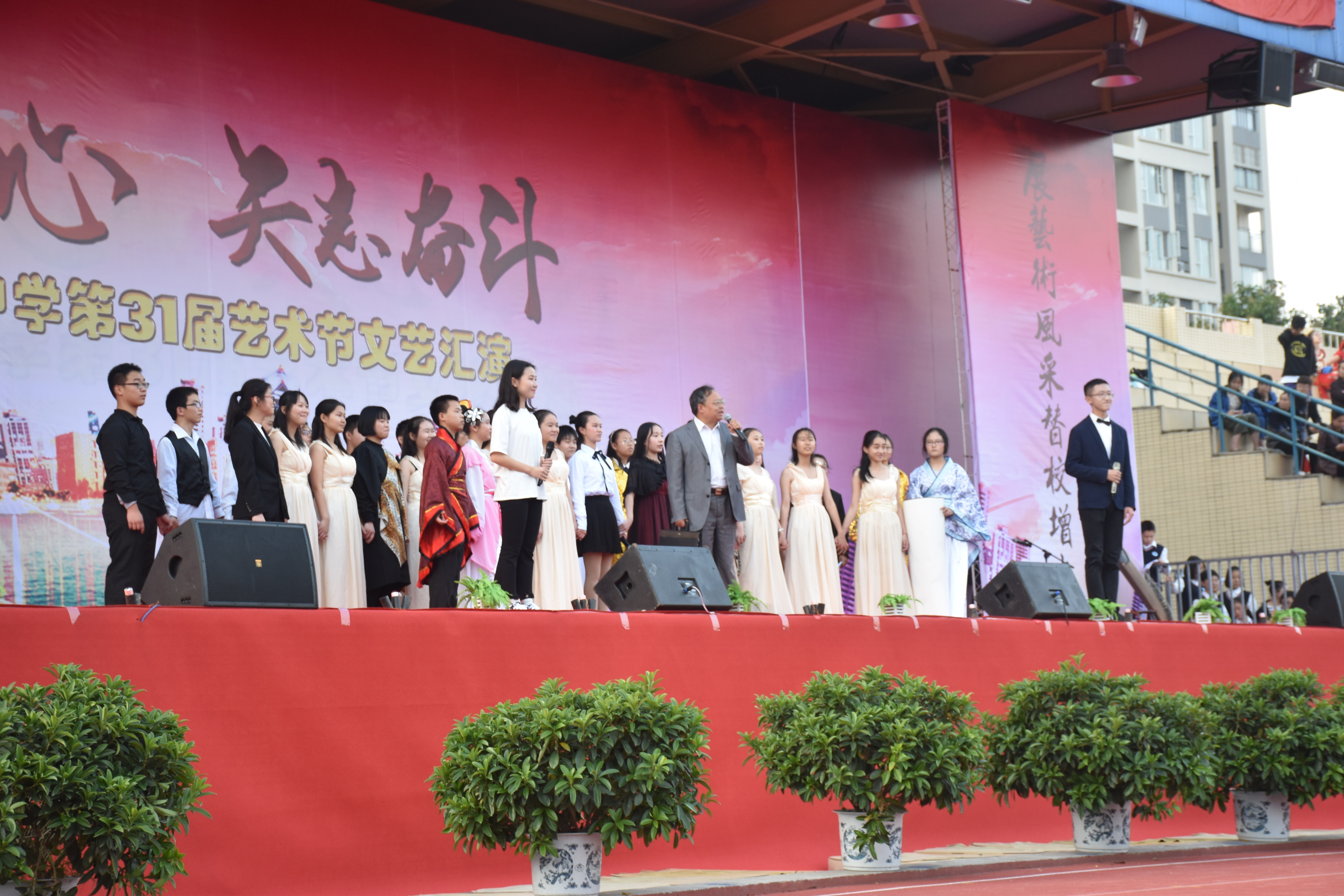
德阳中学2017年艺术节中高二文科春招班《梦回丝路》话剧演出
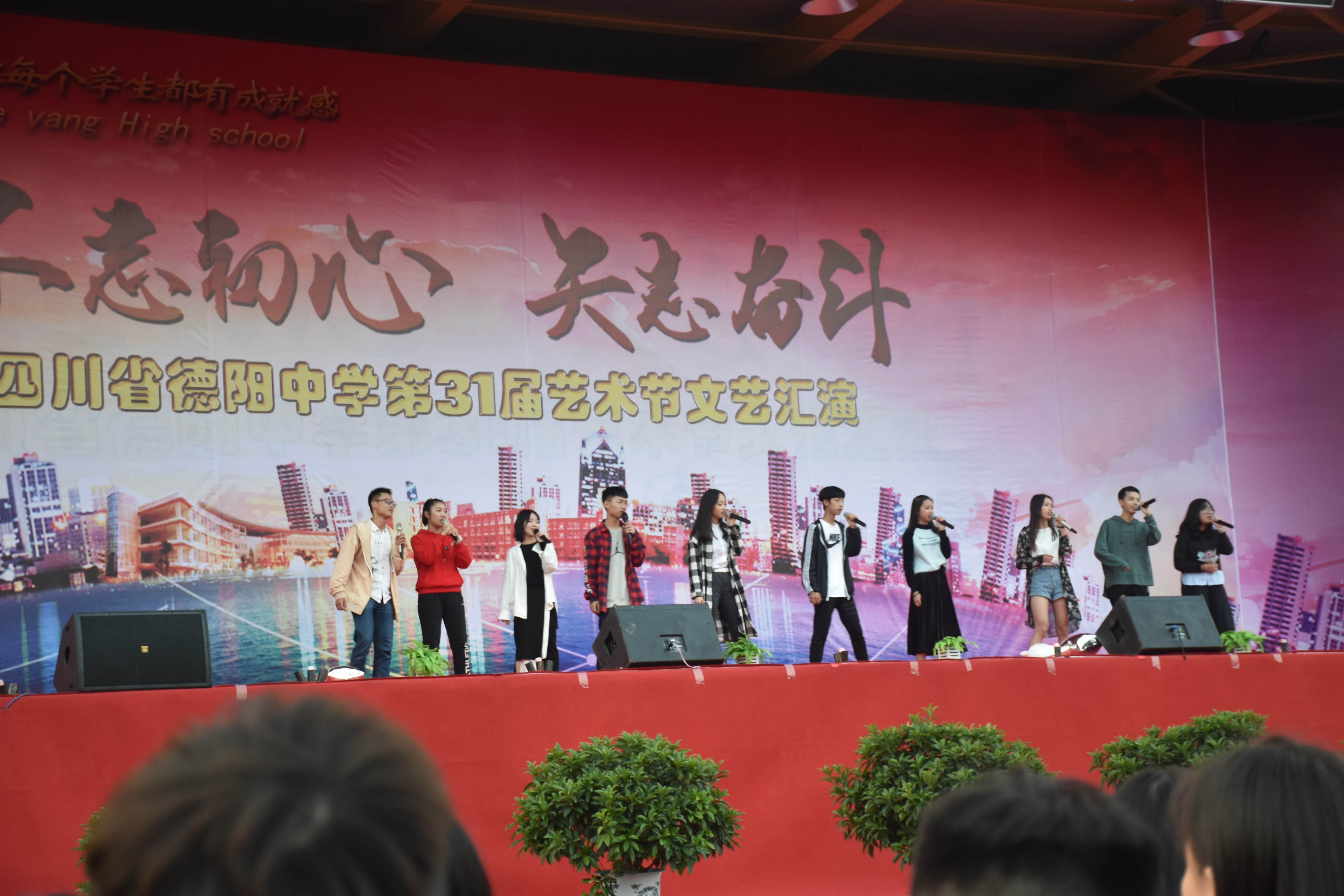
德阳中学2017年艺术节中校园十佳歌手演唱
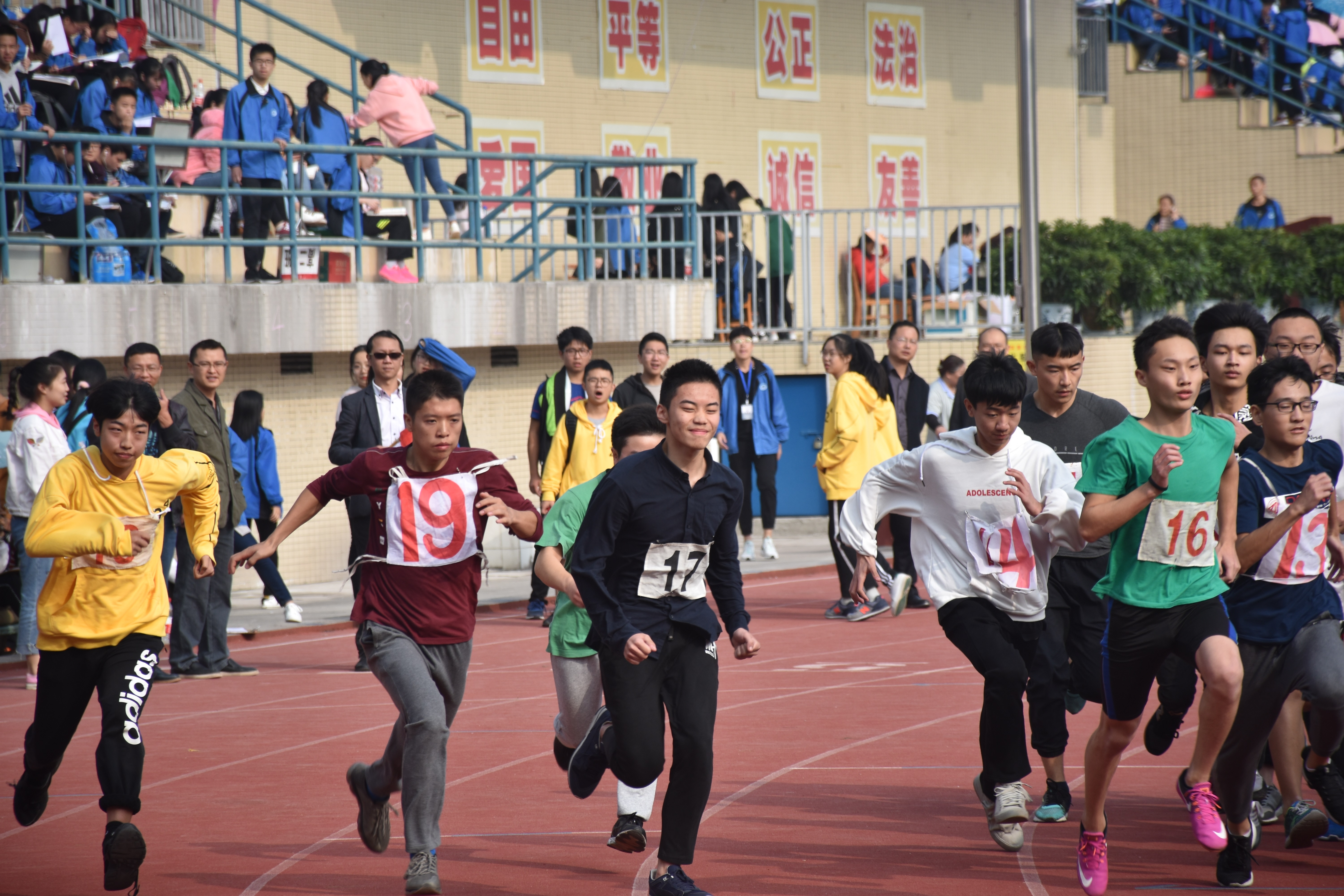
德阳中学高中部2017年运动会跑步比赛
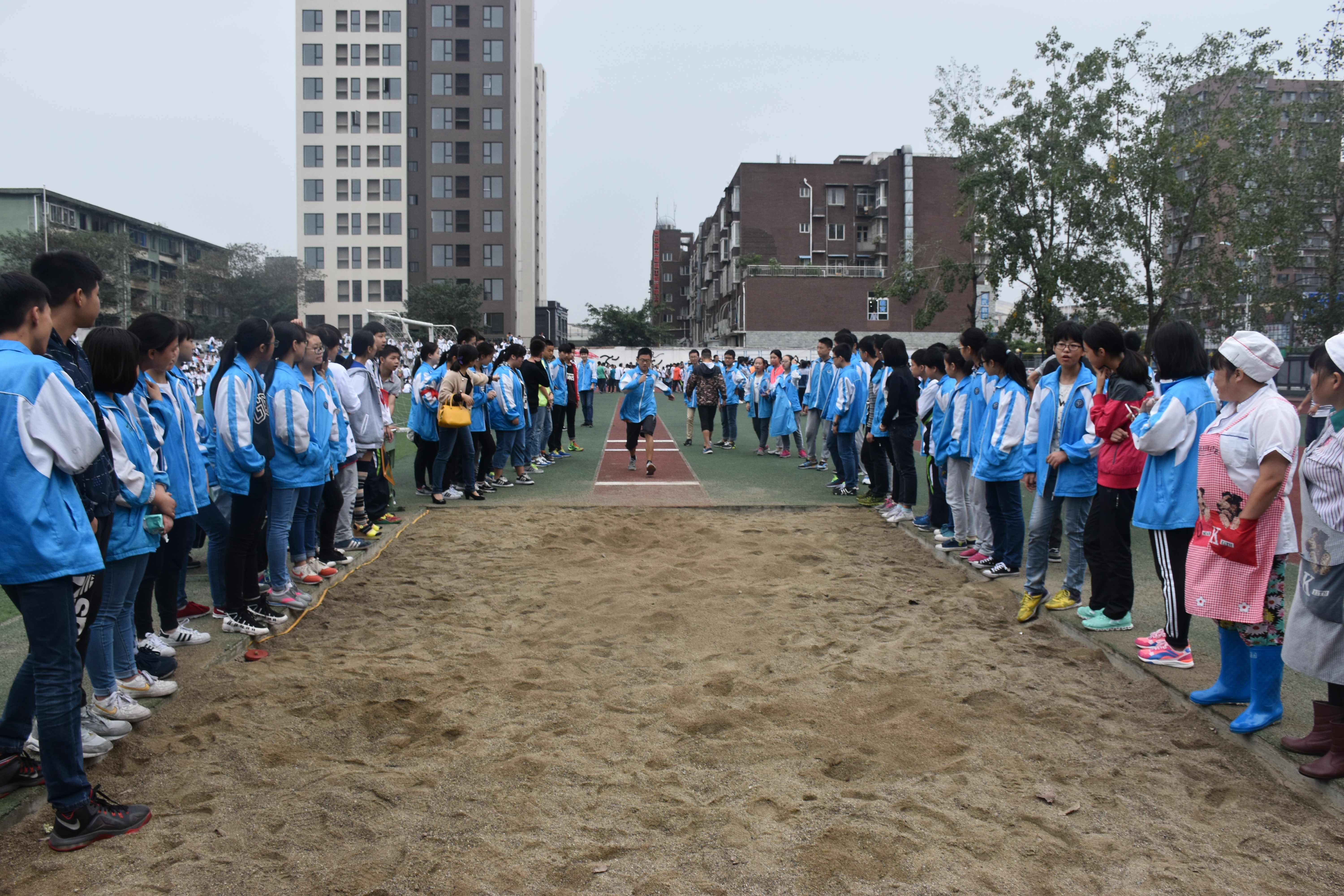
德阳中学初中部2015年运动会急行跳远比赛

### 篮球赛
德阳中学为丰富师生课余生活和校园文化，于每年春期开展学生间、教师间篮球赛。其中学生篮球赛通过抽签分组，多轮赛制，最后以班级排名。

### 社团活动

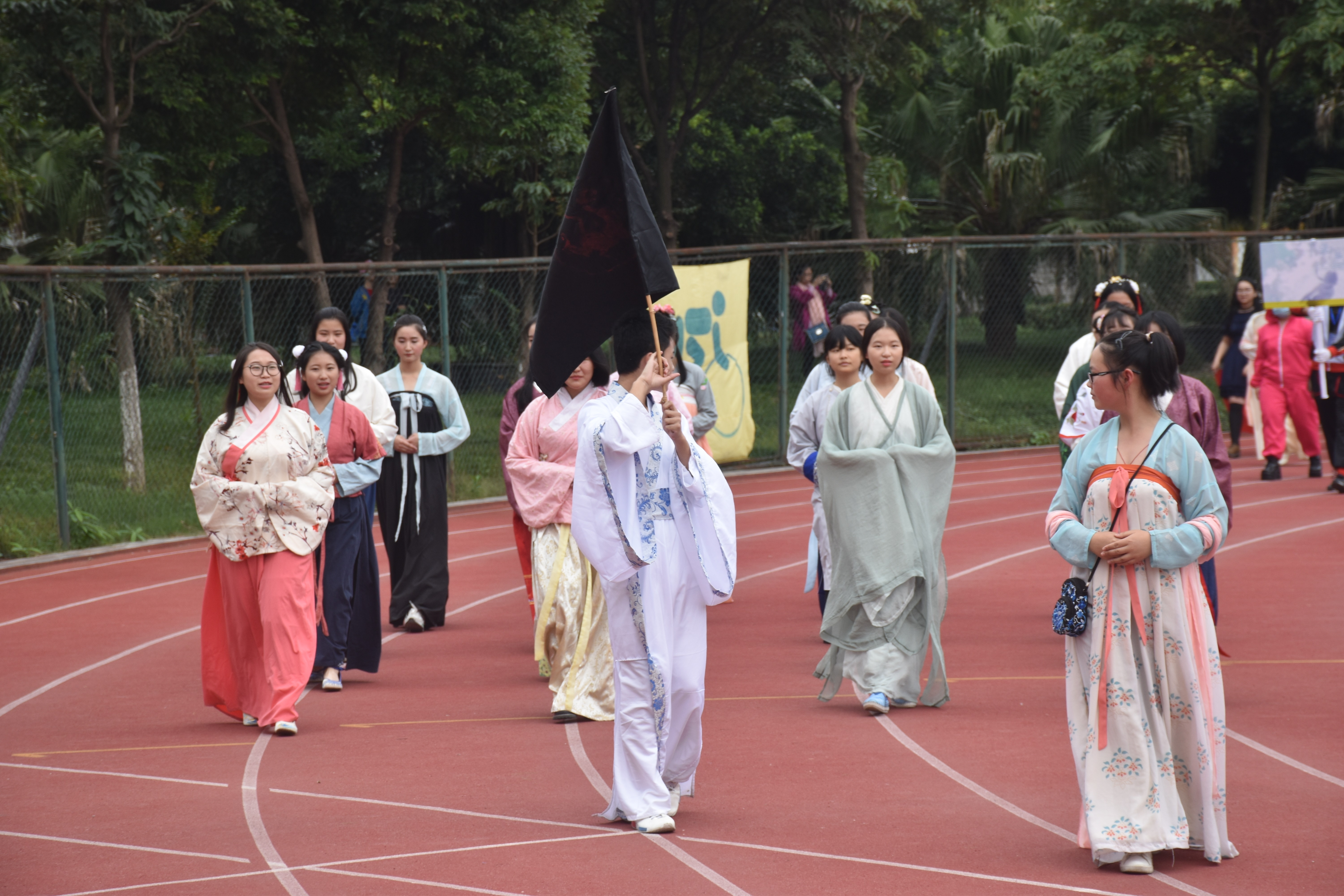
德阳中学汉礼社在艺术节中入场
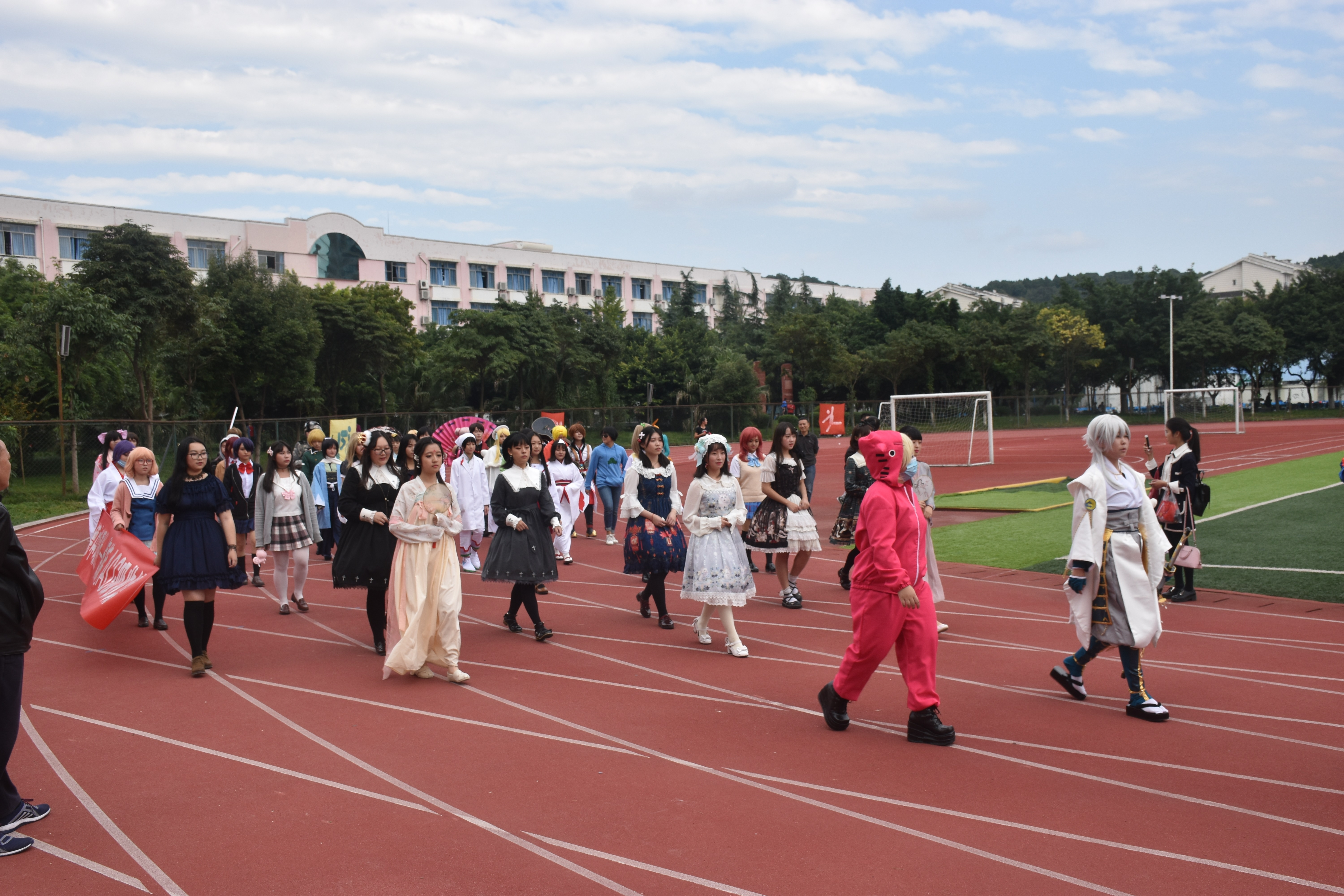
德阳中学动漫社在艺术节中入场

## 学校领导[8]
| 职务           | 姓名   | 工作职责                 |
| -------------- | ------ | ------------------------ |
| 校长、党委书记 | 田斌   | 主持学校全面工作         |
| 副校长         | 吕春云 | 总务处、安办、政教处工作 |
| 副校长         | 李仕伟 | 高中部教学、教研工作     |
| 党委副书记     | 杨晓波 | 党委日常工作、办公室工作 |
| 副校长         | 李伟   | 初中部日常工作           |

## 知名校友[9]
- 陈欧，德阳中学高2000级学生，聚美优品创始人。
- 张含韵，德阳中学初2004级学生，歌手，2004年湖南电视台首届“超级女声”全国季军。
- 黄峰，德阳中学高2002级学生，中央电视台中文国际频道主持人。
- 叶毓中，德阳中学初1957级学生，中央美术学院副院长。

## 负面新闻

### 学生跳楼事件
2014年5月7日晚间，德阳中学初2011级一初三学生于晚自习下课后从初中部教学楼五楼跳下，伤势严重。据悉，该学生跳楼的原因是因为在“二诊考试”中成绩不理想，受到科任老师的指责。事后，学校对相关消息进行了全面封锁；百度贴吧上流传的事件内情亦在发出后遭到删帖。

### 砸手机事件
2017年2月27日晚自习间，德阳中学高2015级一老师发现学生上课玩手机后要求学生自行将手机砸坏，事后发微信朋友圈赞赏该同学“真的爷们，很佩服他”。事件随后被人于网络发布，受到了多家国内媒体的关注，该老师行为亦被指责为“方式欠妥”。学校有关方面于事件发生后做出大量公关工作，阻止事件进一步扩散。

### 初中部学生致一女医生自杀事件
2018年8月20日，德阳市一位女性儿科医生安颖彦在游泳池与一男孩发生肢体接触（安称受到猥亵）后，其丈夫与男孩发生肢体纠纷。但在随后，男孩家人进入更衣室殴打安颖彦，而从次日起，立场严重偏向男孩一方的时间叙述、安与其丈夫的个人信息开始在当地微信群、微博账号甚至地方电视台传播。8月25日，不堪舆论压力的安医生在车中服安眠药自杀身亡。安去世后，“德阳安医生”话题标签迅速登上微博热门榜单，更有大量网友声称导致安自杀的负面消息是由男孩家人所操纵。